# Joseph Schlessinger
Joseph Schlessinger (Topusko, 26. ožujka 1945.), hrvatsko-izraelsko-američki židovski biokemičar, sveučilišni profesor, akademik
Rođen je u Hrvatskoj, za vrijeme nacističke okupacije 1945. godine. Njegova obitelj emigrirala je u Izrael 1948. godine. Studirao je kemiju i fiziku u Jeruzalemu. Doktorirao je i bio je sveučilišni profesor u Izraelu i kasnije u SAD-u, gdje je išao na daljnje usavršavanje. Predavao je na više sveučilišta u SAD-u i član je više instituta. Od 2001. godine, sveučilišni je profesor i predstojnik Zavoda za farmakologiju na Sveučilištu Yale. Član je Američke akademije znanosti i umjetnosti. U uređivačkim je odborima nekoliko znanstvenih časopisa. Ima počasni doktorat na sveučilištu Haifi. Izabran je za člana Hrvatske akademije znanosti i umjetnosti 2009. godine.
Autor je oko 450 znanstvenih radova iz područja farmakologije, biokemije, molekularne biologije i dr. Najviše proučava tirozin kinazu, koja je važna za suzbijanje raka. Imao je nekoliko važnih otkrića bitnih za borbu protiv raka.
Dobio je brojne nagrade. Godine 2001., uvršten je na popis 30 najcitiranijih svjetskih znanstvenika iz svih podučja znanosti. Njegovi radovi su citirani više od 76.000 puta. U engleskim novinama Guardianu, stavljen je kao 14. na popisu "divova znanosti".